# Elio Palumbo
Pour les articles homonymes, voir Elio (homonymie) et Palumbo.
Elio Palumbo, né le 16 juin 1933 à Tarente (Pouilles) et mort le 27 juillet 2004 à Rome (Latium), est un producteur de musique, parolier, compositeur, réalisateur et scénariste italien.

## Biographie
Palumbo a travaillé dans les années 1950 et 1960 comme réalisateur de télévision pour la Rai, puis s'est principalement consacré à la production de titres musicaux et à l'organisation de concerts à partir de 1965 environ.
Dans les années 1970, il a fondé avec son frère Franco deux maisons d'édition musicale, Yep et WJK Record, avec lesquelles il a surtout publié de la musique de variétés et pop. À partir du milieu de la décennie, il a également connu le succès en tant que parolier de chansons, notamment pour I Santo California et Flavia Fortunato. Il a souvent dessiné sous le nom d'Eliop.
Sous le pseudonyme d'Helia Colombo, il a réalisé en 1973, sur son propre scénario et en coproduction turque, le giallo à petit budget La polizia brancola nel buio, qui ne sort pour la première fois que trois ans plus tard.

## Filmographie

### Réalisateur et scénariste
- 1975 : La polizia brancola nel buio

## Principales chansons écrites par Elio Palumbo
| Année | Titre               | Auteur du texte                          | Compositeur                                         | Interprète       |
| ----- | ------------------- | ---------------------------------------- | --------------------------------------------------- | ---------------- |
| 1974  | Tornerò             | Elio Palumbo                             | Claudio Natili, Ignazio Polizzy et Marcello Ramoino | Santo California |
| 1977  | Monica              | Elio Palumbo                             | Giacomo Simonelli et Paolo Pinna                    | Santo California |
| 1977  | Aspetterò           | Elio Palumbo                             | Giacomo Simonelli et Paolo Pinna                    | Franco Tortora   |
| 1977  | Noi due e l'amore   | Emilio Iarrusso et Antonello De Sanctis  | Giulio Todrani et Eliop                             | Juli & Julie     |
| 1978  | Manuela amore       | Elio Palumbo                             | Giacomo Simonelli et Giulio Todrani                 | Santo California |
| 1984  | Aspettami ogni sera | Eliop, Patrizia Lazzari et Vania Magelli | Dario Sebastiani                                    | Flavia Fortunato |
| 1986  | Verso il 2000       | Antonello De Sanctis et Alberto Cheli    | Alberto Cheli et Eliop                              | Flavia Fortunato |
| 1987  | Canto per te        | Antonello De Sanctis                     | Miro Baldoni et Eliop                               | Flavia Fortunato |